# Grande Prémio Internacional de Torres Vedras
Der Grande Prémio Internacional de Torres Vedras - Troféu Joaquim Agostinho (Portugiesisch für: Großer Internationaler Preis von Torres Vedras - Trophäe Joaquim Agostinho) ist ein portugiesisches Straßenradrennen. Es ist inzwischen dem 1943 hier geborenen Radrennfahrer Joaquim Agostinho gewidmet, der 1984 bei der Algarve-Rundfahrt stürzte und einige Tage später an seinen Verletzungen starb.
Das Etappenrennen wurde 1978 zum ersten Mal ausgetragen und findet seitdem jährlich Anfang Juli statt. Austragungsort ist die portugiesische Region Torres Vedras. Seit 2005 zählt das Etappenrennen zur UCI Europe Tour und war zunächst in die Kategorie 2.1 eingestuft. Seit 2008 gehört es zur Kategorie 2.2. Rekordsieger Frederico Figueiredo, der das Rennen dreimal für sich entscheiden konnten. Mit dem Schweizer Fabian Jeker im Jahr 2003 und Hardy Groeger aus der DDR 1983 sind auch zwei Fahrer aus dem deutschsprachigen Raum unter den bisherigen Siegern des Wettbewerbes.

## Palmarès (ab 2005)
| Jahr | Sieger                  | Zweiter            | Dritter                 |
| ---- | ----------------------- | ------------------ | ----------------------- |
| 2005 | Gerardo Fernández       | Vítor Rodrigues    | Daniel Petrow Bogomilow |
| 2006 | Daniel Petrow Bogomilow | Bruno Pires        | David Blanco            |
| 2007 | Xavier Tondo            | Eladio Jiménez     | Héctor Guerra           |
| 2008 | Tiago Machado           | Jesús Buendía      | David Bernabéu          |
| 2009 | Héctor Guerra           | Tiago Machado      | João Cabreira           |
| 2010 | Cândido Barbosa         | David Blanco       | Santiago Pérez          |
| 2011 | Ricardo Mestre          | Sérgio Ribeiro     | Alejandro Marque        |
| 2012 | Ricardo Mestre          | Iker Camaño        | José Gonçalves          |
| 2013 | Eduard Prades           | Edgar Pinto        | Henrique Casimiro       |
| 2014 | Delio Fernández         | Víctor de la Parte | Edgar Pinto             |
| 2015 | João Benta              | Delio Fernández    | Alberto Gallego         |
| 2016 | Rinaldo Nocentini       | Hernâni Broco      | Raúl Alarcón            |
| 2017 | Amaro Antunes           | Rinaldo Nocentini  | Frederico Figueiredo    |
| 2018 | José Neves              | Henrique Casimiro  | Joni Brandão            |
| 2019 | Henrique Casimiro       | José Neves         | Sérgio Paulinho         |
| 2020 | Frederico Figueiredo    | Luís Gomes         | Luís Mendonça           |
| 2021 | Frederico Figueiredo    | José Neves         | Jokin Murguialday       |
| 2022 | Frederico Figueiredo    | Joan Bou           | Tiago Antunes           |
| 2023 | Mauricio Moreira        | Artjom Nytsch      | Frederico Figueiredo    |
| 2024 | Orluis Aular            | Afonso Eulálio     | Artjom Nytsch           |
| 2025 | Alexis Guérin           | Sebastian Berwick  | Jesús David Peña        |

## Palmarès (bis 2004)
- 2004  David Bernabéu
- 2003  Fabian Jeker
- 2002  David Bernabéu
- 2001  Adrián Palomares
- 2000  Juri Surkow
- 1999  Juan Guillamon
- 1998  José Azevedo
- 1997  Delmino Pereira
- 1996  Joaquim Sampaio
- 1995  Orlando Rodrigues
- 1994  Joaquim Gomes
- 1993  Joaquim Sampaio
- 1992  João Silvao
- 1991  Wiktor Klimow
- 1990  Joaquim Gomes
- 1989  Rui Duro
- 1988  Jacinto Paulinho
- 1987  Américo Silva
- 1986  Piotr Ugrumow
- 1985  Jose Maria Barcala
- 1984  Fernando Fernandes
- 1983  Hardy Groeger
- 1982  José Xavier
- 1981  Venceslau Fernandes
- 1980  Alexandre Ruas
- 1979  Firmino Bernardino
- 1978  Carlos Santos